# Nevele

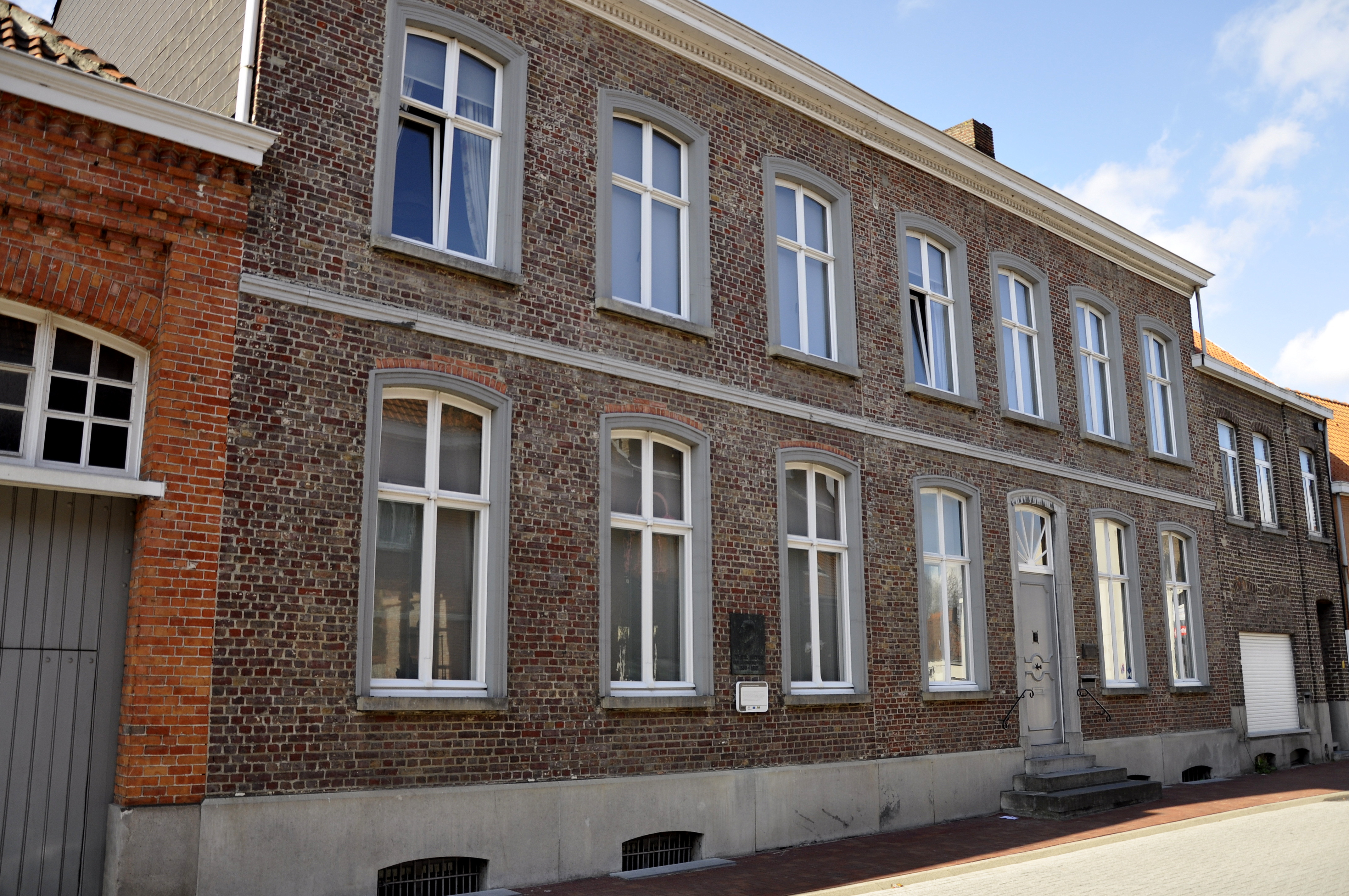
Het voormalig woonhuis van Cyriel Buysse en cichoreibranderij tot 1971

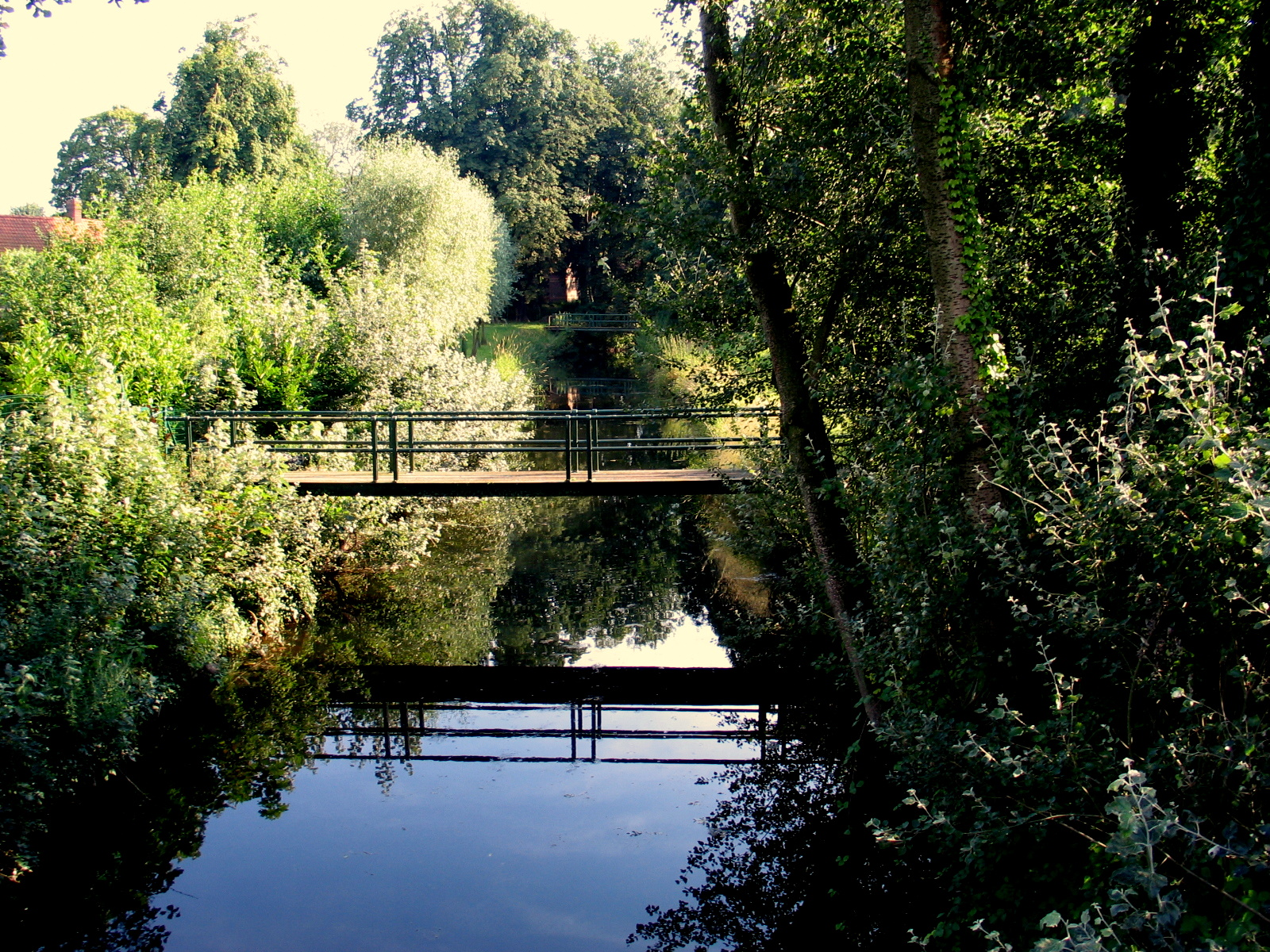
De Poekebeek

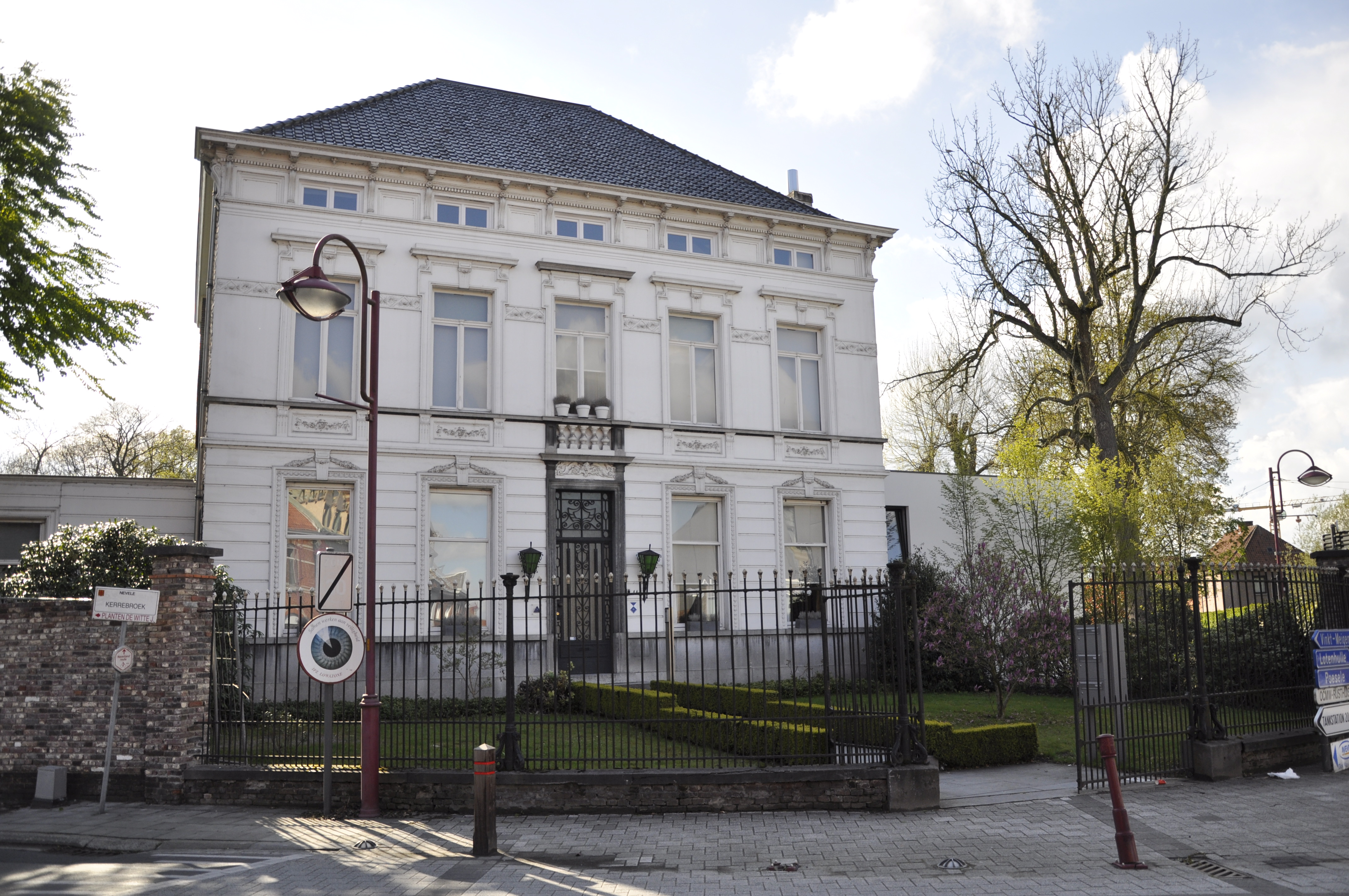
Neoclassicistisch herenhuis uit 1852

Nevele is een dorp in de Belgische provincie Oost-Vlaanderen en een deelgemeente van de stad Deinze. Het ligt in het zuiden van het Meetjesland.

## Geschiedenis
De oudste geschreven vermelding van Nevele luidt Niviala (eind 9e eeuw in een kopie van 941). In deze naam schuilt naar alle waarschijnlijkheid het Keltische nevia-ialo wat "nieuwland", of "nieuw ontgonnen land" betekent.
Hoewel archeologische vondsten wijzen op voorhistorische en Gallo-Romeinse bewoning, was Nevele vooral vanaf de middeleeuwen van belang.
Het Land van Nevele was toen een van de belangrijkste heerlijkheden van de kasselrij Oudburg in het graafschap Vlaanderen. Het bestond toen uit verschillende dorpen en werd bestuurd door de heren van Nevele. De hoofdplaats van Het Land van Nevele was het dorp Nevele zelf dat het statuut had van stad en vrijheid. Dit leidt men af uit het oudst bewaarde zegel van Nevele van 21 juni 1316. De tekst luidt als volgt (vertaling): "zegel van de schepenen van de stad Nevele in Vlaanderen". Nevele was dus in de tijd van de Guldensporenslag al een stadje, wat wijst op vroege handelsactiviteiten.
De heer van Nevele woonde in de 11e - 12e eeuw in het centrum van Nevele in een omwald versterkt kasteel in de buurt van de kerk. Door oorlogsgeweld tijdens de Slag bij Nevele op 13 mei 1381 werden het kasteel, de kerk en de meeste huizen van Nevele vernield. De heer van Nevele nam daarna zijn intrek in het Kasteel van Ooidonk in Bachte-Maria-Leerne. In 1452 had er opnieuw een veldslag plaats. Het oude kasteel werd in 1488-1489 volledig gesloopt, op de woontoren (donjon) na. Van deze woontoren staan nu nog twee muren overeind (Cyriel Buyssestraat 6).
Tijdens de 16e vond het protestantisme een grote aanhang in het Nevelse gebied. Tussen 1559 en 1562 werden er 15 personen omwille van hun geloofsovertuiging terechtgesteld. Tijdens de godsdienstoorlogen in de 16e eeuw hadden Nevele en omgeving sterk te lijden onder plunderingen en Beeldenstorm. De bekendste heer van Nevele en graaf van Hoorne, Filips van Montmorency, werd samen met graaf van Egmont als gevolg van deze strijd onthoofd in Brussel in 1568. In 1578 werd hier door toedoen van Gent een calvinistische gemeente opgericht, maar een lang leven was die niet beschoren. De heerlijkheid Nevele werd verbeurd verklaard en Nevele heeft zich met moeite van deze slagen kunnen herstellen.
Pas in de 18e eeuw was er een verbetering merkbaar, maar de 19e eeuw werd weer gekenmerkt door economisch verval. Van belang was echter de aanleg van het Schipdonkkanaal, dat in 1847 gegraven werd. Enkele fabriekjes ontstonden echter, zoals brouwerijen, fabrieken voor aardappelmeel en stijfsel, en de cichoreifabriek Buysse-Loveling.
Beide wereldoorlogen in de 20e eeuw richtten veel schade aan in het dorp.
Op 1 januari 1977 werden de gemeenten Hansbeke, Landegem, Merendree, Poesele en Vosselare bij Nevele gevoegd. Tussen 1977 en 2019 bestond de toenmalige gemeente Nevele uit 6 deelgemeenten waarbij Nevele de hoofdplaats was. Op 1 januari 2019 fusioneerde Nevele met Deinze.

## Kernen

### Deelgemeenten (1977-2018)
|   | Naam      | Opp. (km²) | Inwoners (2020) | Inwoners per km² | NIS-code |
| - | --------- | ---------- | --------------- | ---------------- | -------- |
| 1 | Nevele    | 13,90      | 2.875           | 207              | 44049A   |
| 2 | Poesele   | 2,52       | 456             | 181              | 44049B   |
| 3 | Hansbeke  | 9,89       | 2.096           | 212              | 44049C   |
| 4 | Merendree | 10,82      | 2.048           | 189              | 44049D   |
| 5 | Landegem  | 8,56       | 3.438           | 402              | 44049E   |
| 6 | Vosselare | 6,21       | 1.450           | 233              | 44049F   |

## Bezienswaardigheden
- De Sint-Mauritius en Gezellenkerk met kerkhof
- De Onze-Lieve-Vrouw-van-Lourdeskapel
- De Cichoreibranderij Buysse-Loveling (1865-1971), herehttps://inventaris.onroerenderfgoed.be/erfgoedobjecten/35074nhuis (1805) en omgeving, aan Cyriel Buyssestraat 38, is beschermd als dorpsgezicht.[2]
- Het herenhuis aan de Cyriel Buyssestraat 44 van 1852 is beschermd als monument, en samen met de tuin, die doorstroomd wordt door de Poekebeek, ook als dorpsgezicht.[3]
- Het Streekmuseum Rietgaverstede bestaat uit een oud dorpshuis met 19de-eeuwse woninginrichtingen. Deze schetsen het leven van die tijd aan de hand van kledij, gebruiksvoorwerpen en oude ambachten. Er wordt ook aandacht aan Cyriel Buysse, de zusters Virginie en Rosalie Loveling en de neergestorte Duitse bommenwerper (1940) besteed.[4]
- Het geboortehuis en de gedenksteen van Pater Albert Speekaert

## Natuur en landschap
Nevele ligt op de grens van Zandig Vlaanderen en Zandlemig Vlaanderen op een hoogte van ongeveer 10 meter. De Poekebeek en de Oude Kale vloeien hier samen. In het dal van de Oude Kale werd het Schipdonkkanaal gegraven.

## Lovelingbrug
De Lovelingbrug is de toekomstige fiets- en voetgangersbrug die het dorpscentrum van Nevele met Vosselare verbindt, over het Schipdonkkanaal. Tot 2022 was hier al een gelijkaardige (naamloze) brug met trappen en voor fietsers en rolstoelers steile hellingen. Doordat de pijlers van deze brug technische problemen opleverden, bouwt De Vlaamse Waterweg hier in het kader van de verbreding van het kanaal (Seine-Scheldeproject) in 2022-2023 een nieuwe brug met zachtere hellingen. De nieuwe brug is genoemd naar de Nevelse literaire zussen Virginie en Rosalie Loveling. Gedurende de bouwfase is er een tijdelijke voetgangersbrug, waar fietsers hun fiets op hellingen kunnen omhoogduwen.

## Demografie

### Demografische evolutie voor de fusie
- Bron:NIS - Opm.: 1831 t.e.m. 1970: volkstellingen op 31 december; 1976: inwonertal op 31 december.

### Demografische ontwikkeling van de fusiegemeente
Alle historische gegevens hebben betrekking op de fusiegemeente Nevele, inclusief deelgemeenten, zoals ontstaan na de fusie van 1 januari 1977 en die heeft bestaan tot 1 januari 2019.
- Bronnen:NIS, Opm:1806 tot en met 1981=volkstellingen; 1990 en later= inwonertal op 1 januari

## Politiek

### Burgemeesters
- 1941-1944: Johannes Wannyn, oorlogsburgemeester
- 1965-1977: Johannes Wannyn
- ... - 1998 : Antoine Van Speybroeck
- 1998-2009 : Roger Boone
- 2009-2018 : Johan Cornelis

#### Resultaten gemeenteraadsverkiezingen van 1976 tot en met 2012[6]
| Partij               | Partij                                | 10-10-1976 | 10-10-1976 | 10-10-1982 | 10-10-1982 | 9-10-1988 | 9-10-1988 | 9-10-1994 | 9-10-1994 | 8-10-2000 | 8-10-2000 | 8-10-2006 | 8-10-2006 | 14-10-2012 | 14-10-2012 |
| Stemmen / Zetels     | Stemmen / Zetels                      | %          | 21         | %          | 21         | %         | 21        | %         | 21        | %         | 21        | %         | 21        | %          | 21         |
| -------------------- | ------------------------------------- | ---------- | ---------- | ---------- | ---------- | --------- | --------- | --------- | --------- | --------- | --------- | --------- | --------- | ---------- | ---------- |
|                      | CVP1/ CD&V2                           | 41,211     | 10         | 36,951     | 9          | 50,931    | 12        | 45,071    | 11        | 26,11     | 6         | 23,272    | 5         | 29,92      | 8          |
|                      | Gemeentebelangen1/ VU2/ VU&ID3/ N-VA4 | 34,891     | 9          | 32,911     | 7          | 19,562    | 4         | 8,822     | 1         | 9,762     | 1         | -         |           | 19,154     | 4          |
|                      | PVV1/ VLD2/ Open Vld3                 | 8,571      | 1          | 15,211     | 3          | 11,451    | 2         | -         |           | 11,032    | 2         | 11,792    | 2         | 9,453      | 1          |
|                      | SP1/ Sprong2/ sp.a3                   | 6,631      | 0          | 12,091     | 2          | 18,061    | 3         | 18,212    | 3         | 14,222    | 3         | 14,863    | 3         | 14,683     | 3          |
|                      | Nieuw Nevele                          | -          |            | -          |            | -         |           | 27,9      | 6         | 35,11     | 9         | 38,82     | 10        | 21,37      | 5          |
|                      | Vlaams Blok1/ Vlaams Belang2          | -          |            | -          |            | -         |           | -         |           | 3,771     | 0         | 8,612     | 1         | 5,452      | 0          |
|                      | Kennis&Visie                          | -          |            | -          |            | -         |           | -         |           | -         |           | 2,64      | 0         | -          |            |
|                      | AGALEV                                | -          |            | 2,85       | 0          | -         |           | -         |           | -         |           | -         |           | -          |            |
|                      | KL                                    | 8,69       | 1          | -          |            | -         |           | -         |           | -         |           | -         |           | -          |            |
| Totaal stemmen       | Totaal stemmen                        | 7415       | 7415       | 7618       | 7618       | 8023      | 8023      | 8046      | 8046      | 8220      | 8220      | 8533      | 8533      | 8817       | 8817       |
| Opkomst %            | Opkomst %                             |            |            |            |            | 97,81     | 97,81     | 96,96     | 96,96     | 95,9      | 95,9      | 97,08     | 97,08     | 94,67      | 94,67      |
| Blanco en ongeldig % | Blanco en ongeldig %                  | 1,79       | 1,79       | 2,72       | 2,72       | 2,89      | 2,89      | 3,6       | 3,6       | 3,61      | 3,61      | 3,38      | 3,38      | 2,79       | 2,79       |

De zetels van de gevormde coalitie staan vetjes afgedrukt. De grootste partij is in kleur.

Zie voor de gemeenteraadsverkiezingen van 2018 en later op de fusiegemeente Deinze.

## Geboren in Nevele
- Marie Comparé (20 maart 1791 - 14 december 1879), grootmoeder Cyriel Buysse
- Leo Lovaert (30 maart 1802 - Gent, 21 augustus 1872), orgelbouwer
- Frederik De Pestel (13 mei 1824 - Gent, 18 maart 1886), onderwijzer
- Rosalie Loveling (19 maart 1834 - 4 mei 1875), schrijfster
- Virginie Loveling (17 mei 1836 - Gent, 1 december 1923), schrijfster
- Cyriel Buysse (20 september 1859 - Afsnee, 25 juli 1932), schrijver
- Julius A. Nieuwland (14 februari 1878 - Washington D.C., 11 juni 1936), botanicus en chemicus
- Auguste Haus (18 januari 1892 - Gent, 15 september 1948), militair en verzetsstrijder
- Albert Speekaert (1 februari 1915 - Antwerpen 24 juni 1982), priester-dichter
- Julien Pauwels (1934 - 2007), belleman
- Monika van Paemel (4 mei 1945), schrijfster
- Eddy Planckaert (22 september 1958), wielrenner
- Erwin Mortier (28 november 1965), schrijver en dichter

## Nabijgelegen kernen
Hansbeke, Poesele, Meigem, Vosselare